# Eragrostis bahiensis
Eragrostis bahiensis là một loài thực vật có hoa trong họ Hòa thảo. Loài này được Roem. & Schult. mô tả khoa học đầu tiên năm 1824.